# Hayden Sargis
Hayden Sargis (* 2. Mai 2002 in Turlock, Kalifornien) ist ein US-amerikanischer Fußballspieler.

## Karriere
Er begann seine Karriere in der Academy von Sacramento Republic und trainierte hier auch leihweise von März bis November 2019 mit der ersten Mannschaft in der USLC mit, auch wenn er keine Einsätze bekam. Zur Saison 2020 wechselte er dann fest in den Kader des Teams und wuchs schnell zum Stammspieler heran. Zur Saison 2022 folgte sein Wechsel in die MLS zum Franchise D.C. United. Für D.C. kam er hier jedoch außerhalb des U.S. Open Cup noch nicht in der Liga zum Einsatz. Zurzeit spielt er weiter in der USLC für Loudoun United.